# McArthur (Californie)
McArthur est une census-designated place du comté de Shasta, dans l'État de Californie, aux États-Unis,. En 2020, elle compte une population de 334 habitants.